# Skały jawnokrystaliczne
Skały jawnokrystaliczne – skały o strukturze jawnokrystalicznej (pełnokrystalicznej, holokrystalicznej), co oznacza, że wszystkie składniki mineralne skały są kryształami, które są widoczne gołym okiem. Odmiany: 
- struktura drobnokrystaliczna;
- struktura średniokrystaliczna;
- struktura grubokrystaliczna.

Struktura holokrystaliczna jest charakterystyczna dla skał magmowych plutonicznych (głębinowych), które powstają w głębi skorupy ziemskiej.